# Achille Eugène Finet
Pour les articles homonymes, voir Finet.
Achille Eugène Finet, né à Argenteuil le 14 octobre 1863 et décédé à Paris en janvier 1913, est un botaniste français spécialiste des orchidées d'Asie.

## Biographie
Il est né dans une famille très aisée d'Argenteuil, son père possédait une remarquable collection d'orchidées.  
Après son baccalauréat en 1981, il fait des études de Chimie et devient préparateur dans le laboratoire de Eugène-Melchior Péligot, puis dans celui de Émile Jungfleisch. 
Mais sa passion est la botanique, il est reconnu spécialiste des orchidées.  En 1895, il devient membre de la Société botanique de France. 
Grâce à Henri Ernest Baillon qui le présente à Édouard Bureau, professeur au Muséum national d'histoire naturelle de Paris, il intègre le laboratoire de phanérogamie du Muséum. En 1998, il devient officiellement préparateur sur un poste de titulaire pour organiser et identifier la grande collection d'orchidées. Il continue le même travail après la suppression de son poste en 1905.
En 1911, il reçoit le Prix de Coincy, décerné par la Société botanique de France pour ses importantes contributions à la taxonomie végétale. 
Avec Paul Lecomte, successeur d’Édouard Bureau, il effectue un voyage scientifique en Asie de l'Est, en Indochine et dans l'archipel indonésien en 1911 et 1912. Il meurt dans la nuit du 29 au 30 janvier 1913 d'une hémorragie cérébrale. Dans son testament, il  lègue la somme de 600 000 francs au service des phanérogamies du Muséum.
Au sein de la famille des Orchidacées, il est l'autorité taxinomique des genres Arethusantha, Hemihabenaria, Monixus et Pseudoliparis ainsi que de nombreuses espèces d'orchidées. Avec François Gagnepain, il répertorie un certain nombre d'espèces végétales de la famille des Annonacées. En 1925, Hu Xiansu a nommé le genre d'orchidées Neofinetia en son honneur.

## Publications principales
- 1898 Orchidées nouvelles ou peu connues
- 1900 Les orchidées du Japon, principalement d'après les collections de l'herbier du Muséum d'histoire naturelle de Paris
- 1903-1907 Contributions à la flore de l'Asie orientale avec François Gagnepain[3]